# Tingvolls kommun
Tingvolls kommun (norska: Tingvoll kommune) är en kommun i landskapet Nordmøre i Møre og Romsdal fylke i västra Norge. Kommunens centralort är tätorten Tingvollvågen.

## Administrativ historik
Tingvolls kommun bildades på 1830-talet, samtidigt med flertalet andra norska kommuner.
1866 delades kommunen och Straumsnes kommun bildades. 1874 överfördes ett område med 61 invånare från Stangviks kommun. 1877 överfördes ett område med 212 invånare till Nessets kommun. 1880 överfördes ett område med 220 invånare från Halsa kommun. 1890 överfördes ett område med 101 invånare till Nessets kommun.
1964 slogs Tingvolls kommun samman med Straumsnes kommun och ett mindre område av Frei kommun. 1965 överfördes allt område väster om Tingvollfjorden till Gjemnes kommun. Samtidigt överfördes ett område med 65 invånare från Stangviks kommun.

## Tätorter
I Tingvolls kommun finns en tätort:
- Tingvollvågen (centralort)

## Socknar
Inom Norska kyrkan är Tingvolls kommun indelad i två socknar:
- Straumsnes socken
- Tingvolls socken

Socknarna ingår i Indre Nordmøre prosteri i Møre stift.

## Bilder

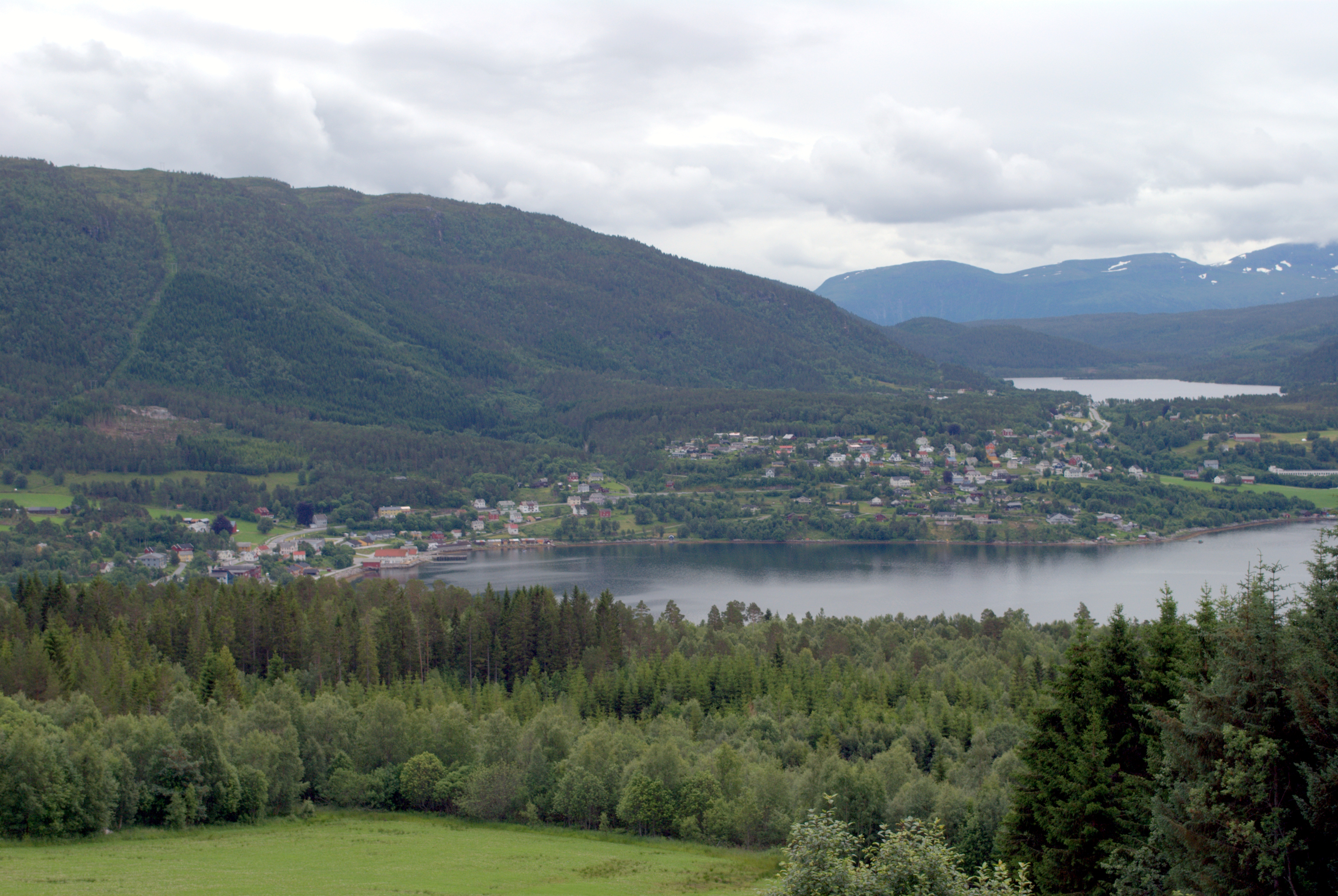
Tingvollvågen.
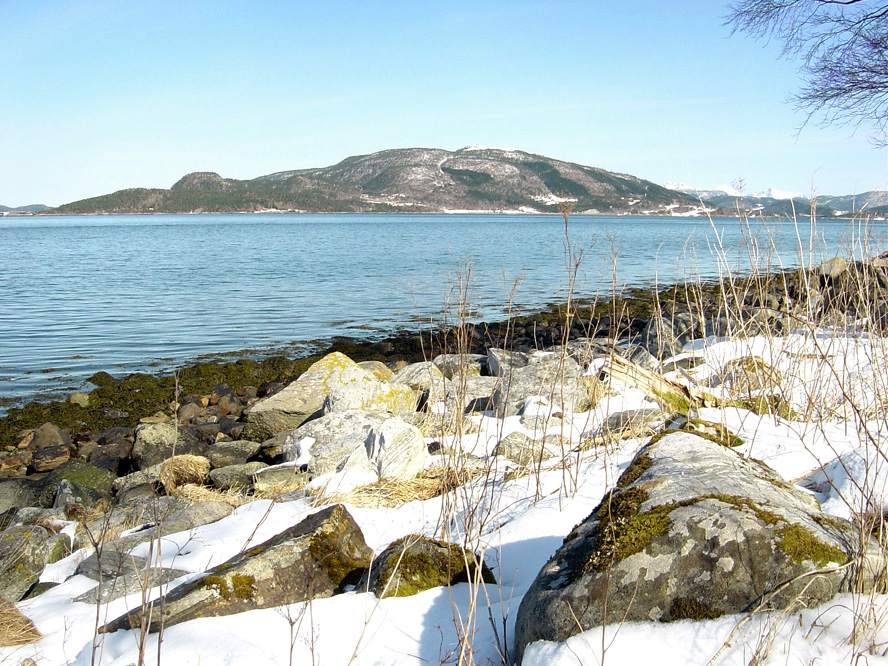
Aspøya.
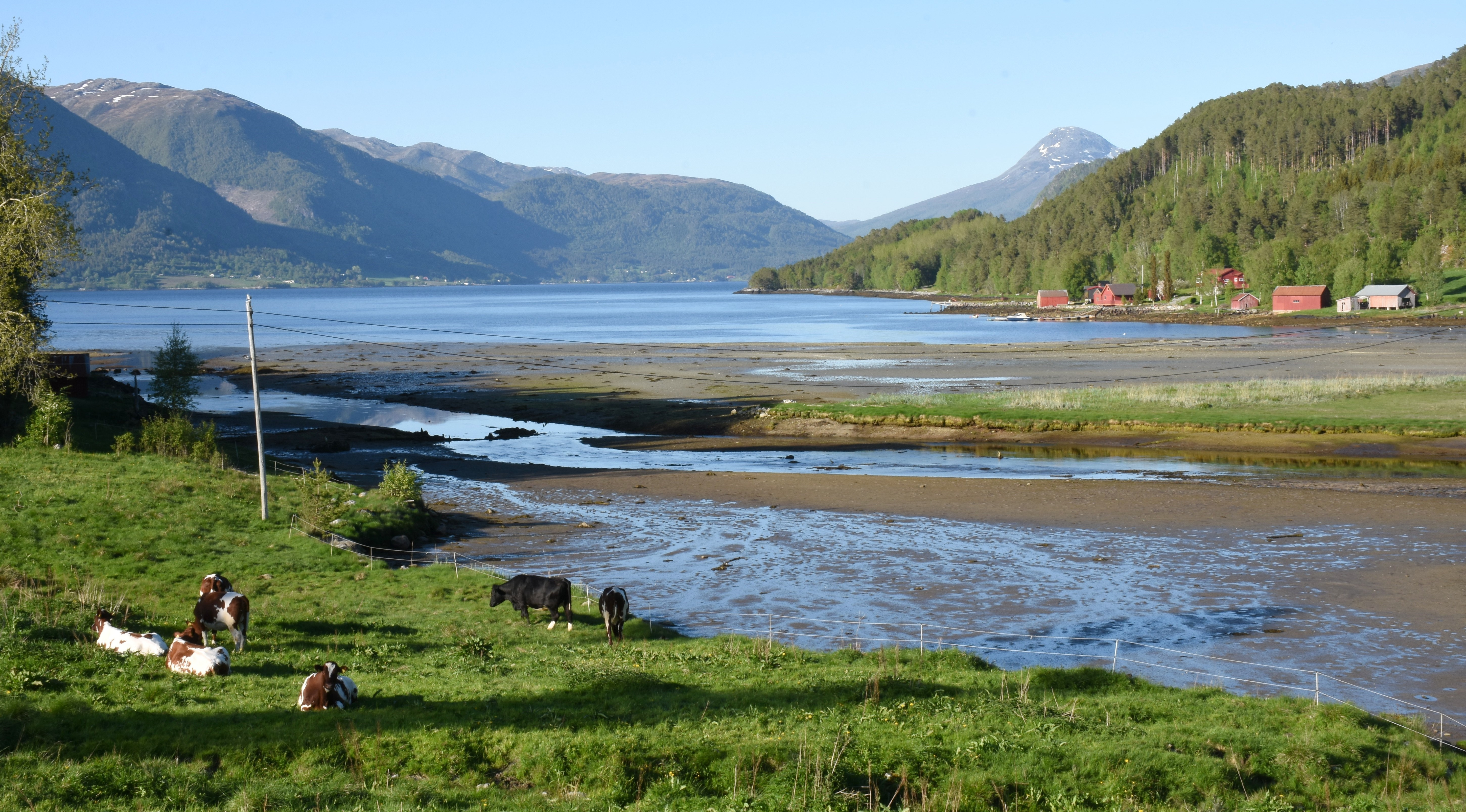
Torjulvågen.